# Stefanie Zenke
Stefanie Zenke (geboren 1974) ist eine deutsche Journalistin und seit Dezember 2022 Unternehmenssprecherin des Südwestrundfunks (SWR).

## Beruflicher Werdegang
Stefanie Zenke absolvierte ein juristisches Studium an den Universitäten in Tübingen, München und in Utrecht (Niederlande).
Ihre ersten Erfahrungen im Journalismus sammelte sie zwischen 2000 und 2004. Sie arbeitete als freie Journalistin für das Fernsehen des Bayerischen Rundfunks und für die Süddeutsche Zeitung. Von 2004 bis 2006 absolvierte sie ein Volontariat bei der Deutschen Presse-Agentur (dpa). Im Anschluss war sie für die Stuttgarter Zeitung als Korrespondentin in Norddeutschland tätig. 2008 wechselte sie zu Stern.de als Nachrichtenredakteurin und Chefin vom Dienst.
Von 2016 bis 2020 war sie Ressortleiterin Multimediale Reportagen für die Gemeinschaftsredaktion der Stuttgarter Zeitung und der Stuttgarter Nachrichten. Zuvor war sie bei der Stuttgarter Zeitung verantwortlich für das Tagesthema und die Seite eins und entwickelte in einem Team die App der Zeitung.
Im Mai 2020 wechselte sie zum öffentlich-rechtlichen Rundfunk. Beim SWR war sie im Bereich Presse und Public Affairs für den Onlineauftritt, Social Media und die interne Kommunikation zuständig.
Seit Dezember 2022 ist Stefanie Zenke Unternehmenssprecherin des SWR.